# Alois Haueis
Alois Haueis (30. března 1860 Zams – 26. ledna 1951 Zams), byl rakouský politik německé národnosti z Tyrolska, na přelomu 19. a 20. století poslanec Říšské rady, v meziválečném období ministr zemědělství Rakouska a poslanec rakouské Národní rady

## Biografie
Vychodil národní školu a působil jako statkář. Veřejně a politicky se angažoval. Od roku 1890 působil jako starosta rodného města Zams. V letech 1897–1908 byl poslancem Tyrolského zemského sněmu.
Byl i poslancem Říšské rady (celostátního parlamentu Předlitavska), kam usedl ve volbách roku 1897 za kurii venkovských obcí v Tyrolsku, obvod Imst, Reutte, Landeck atd. Mandát zde obhájil ve volbách roku 1901. Ve volebním období 1897–1901 se uvádí jako Alois Haueis, výrobce prádla a komorní rada, bytem Innsbruck.
Ve volbách roku 1897 kandidoval do Říšské rady jako katolický konzervativec. Ve volbách roku 1901 kandidoval za Katolickou lidovou stranu. Vstoupil pak do parlamentního Klubu středu, který tvořila zejména Katolická lidová strana.
Politicky se angažoval i po zániku monarchie. V letech 1918–1919 byl poslancem prozatímního Tyrolského zemského sněmu. V období let 1922–1930 zastával funkci předsedy Tyrolského rolnického svazu.
Byl též dlouholetým poslancem rakouského parlamentu (Národní rada), kde zasedal od 4. března 1919 až do 2. května 1934 a kde zastupoval Křesťansko-sociální stranu.
Jeho politická dráha vyvrcholila počátkem 20. let. Od 7. července 1920 do 21. června 1921 působil v první vládě Michaela Mayra a druhé vládě Michaela Mayra jako Ministr zemědělství Rakouska (do 20. listopadu 1920 oficiálně Státní tajemník zemědělství a lesnictví, pak Spolkový ministr zemědělství a lesnictví).